# Motyl (województwo łódzkie)
Motyl – wieś w Polsce położona w województwie łódzkim, w powiecie wieluńskim, w gminie Mokrsko.
| SIMC    | Nazwa   | Rodzaj    |
| ------- | ------- | --------- |
| 0707805 | Kąt     | część wsi |
| 0707811 | Żelazna | część wsi |

W latach 1975–1998 miejscowość administracyjnie należała do województwa sieradzkiego.